# Charles Bronson (prisonnier)
Pour les articles homonymes, voir Charles Bronson (homonymie) et Bronson.
Charles Charlie Bronson (de son vrai nom Michael Gordon Peterson), né le 6 décembre 1952, est un criminel britannique souvent cité dans la presse comme le prisonnier le plus violent de Grande-Bretagne. En 2023, il a passé 48 années en prison, dont une grande partie en isolement cellulaire.
Ancien boxeur, il est condamné en 1974 à 7 années de prison pour un braquage raté, mais ses violences en milieu carcéral lui vaudront l'allongement de sa peine. Relâché en 1988, il passe 69 jours en liberté avant d'être à nouveau arrêté pour braquage. Sa peine fut de nouveau prolongée pour menaces de mort et prises d'otages multiples, aux demandes de rançon souvent insolites (« une poupée gonflable, un hélicoptère et une tasse de thé »).
Actuellement à la prison haute-sécurité de Wakefield, il a écrit ses mémoires, des recueils de poèmes, et un ouvrage sur la musculation en espace réduit. Le film Bronson (2008) lui est consacré.

## Jeunesse
Charles Bronson, né Michael Gordon Peterson, est né à Aberystwyth, au Pays de Galles. Ses parents, Eira et Joe Peterson, soutiennent le Parti Conservateur d'Aberystwyth. Son oncle et sa tante ont chacun été maire de la ville dans les années 1960 et 1970. Sa tante, Eileen Parry, disait de lui : « C'était un garçon charmant. Il est visiblement brillant et toujours bon avec les enfants. Il était gentil, aux manières douces, n'agissant jamais en tyran - il aimait défendre les faibles. »
Durant son adolescence, Bronson a déménagé avec sa famille à Ellesmere Port, dans le Cheshire, où il a eu ses premiers ennuis. Bronson est ensuite retourné à Luton, souvent considérée comme sa ville natale, où il gagnait sa vie en tant qu'homme fort dans un cirque. Il s'est marié en décembre 1970 à Irène, avec qui il eut un fils, Michael.

## Carrière de boxeur et changement de nom
Avant d'être emprisonné, Bronson a eu une courte carrière de boxeur à mains nues dans l'East End de Londres, au cours de laquelle il s'est associé avec Lenny McLean. Sur son site Internet, il est indiqué que, contrairement aux dires de la presse, son nom a été changé par son promoteur de lutte en 1987, treize ans après sa première incarcération. Ce changement de nom n'aurait pas été choisi en référence à l'acteur Charles Bronson. Cependant, il a souvent été suggéré que Bronson ait changé son nom par acte unilatéral afin d'être plus conforme à son image de "dur à cuire". En 2014, il change à nouveau son alias Charles Bronson  pour Charlie Salvador, en référence à Salvador Dalí qui est son artiste favori. Cette appréciation pour le travail de Dalí est mise en évidence à la fin du film, quand il prend en otage son professeur d'art et qu'il lui peint la célèbre moustache de Dalí. Charlie pratique la peinture même en prison, Dalí l'a influencé en tant que peintre.

## Vie carcérale
Bronson a été emprisonné pour une durée de sept ans en 1974, alors qu'il avait 22 ans, pour un maladroit vol à main armée dans un bureau de poste à Little Sutton, une banlieue de Ellesmere Port, au cours duquel il a volé seulement £26.18. Sa peine a été prolongée à plusieurs reprises pour des infractions commises en prison : coups et blessures volontaires, dommages criminels, lésions corporelles graves, séquestration, chantage et menaces de mort.
Bronson a passé une grande partie de sa vie carcérale en isolement cellulaire en raison de ses récidives : prises d'otages, manifestations sur le toit, ainsi que des attaques répétées contre le personnel pénitentiaire et sur les autres détenus. À cause de son comportement dangereux, il a purgé sa peine dans plus de 120 établissements pénitentiaires différents, y compris trois hôpitaux spécialisés: Broadmoor Hospital, Rampton Secure Hospital, et Ashworth Hospital.
Bronson a également tenté d'étrangler un autre patient, un pédophile, durant son incarcération au Rampton Secure Hospital. Il a affirmé qu'il souhaitait tuer sa victime, afin de retourner à la prison à vie et d'échapper aux asiles. Au lieu de cela, Bronson a été transféré à l'hôpital Broadmoor.
En 2000, Bronson a été condamné à la réclusion à perpétuité pour une prise d'otage. Sa tentative d'appel contre cette décision a été refusée en 2004.
Bronson n'a passé qu'un total de quatre mois et neuf jours en liberté depuis 1974. Il a été libéré le 30 octobre 1988 et a passé 69 jours en liberté avant d'être arrêté pour vol, puis relâché à nouveau le 9 novembre 1992, passant 53 jours en liberté avant d'être arrêté de nouveau, cette fois pour préparation de vol.
En 1999, une unité pénitentiaire spéciale a été créée pour Bronson et deux autres prisonniers violents de Woodhill, afin de réduire le risque qu'ils représentent pour le personnel et les autres prisonniers.
Bronson est resté un détenu de «catégorie A» quand il a été transféré à la prison de haute sécurité de Wakefield. Il devait participer à une audience de libération conditionnelle en septembre 2008, mais celle-ci a été reportée lorsque son avocat s'est opposé à une entrevue durant seulement une heure, demandant une journée complète pour faire face au cas de Bronson. L'audience de libération conditionnelle a eu lieu le 11 mars 2009 et la libération conditionnelle a été refusée peu après. La Commission des libérations conditionnelles a argué que M. Bronson n'avait pas agi comme un homme repenti. Une nouvelle demande de remise en liberté conditionnelle a été rejetée le 30 mars 2023 après 48 ans d'incarcération.

### Prises d'otages
Bronson a été impliqué dans plus d'une dizaine de prises d'otages, dont certaines sont décrites plus bas : 
- Bronson a pris en otage plusieurs personnes et organisé une manifestation de 47 heures sur le toit de la prison de Broadmoor en 1983, causant 750 000 £ de dommages.
- En 1994, tout en prenant un garde en otage à la prison de Woodhill, il demanda une poupée gonflable, un hélicoptère et une tasse de thé comme rançon. Deux mois plus tard, il a retenu le vice-gouverneur Adrian Wallace pendant cinq heures à la prison de Hull, lui causant de telles blessures que celui-ci n'a pas pu travailler pendant cinq semaines.
- En 1998, Bronson prit en otage deux pirates de l'air irakiens et un autre détenu à la prison de Belmarsh à Londres. Il a insisté pour que ses otages l'appellent « général » et a dit aux négociateurs qu'il était prêt à manger l'une de ses victimes rapidement si ses exigences n'étaient pas satisfaites. À un certain stade, Bronson demanda à l'un des Irakiens de le frapper très fort à la tête avec un plateau en métal. Lorsque l'otage a refusé, Bronson lacéra sa propre épaule six fois avec une lame de rasoir. Plus tard, il a dit au personnel : « Je vais commencer à tordre des cous - je suis le preneur d'otage numéro un. » Il demanda un avion pour l'emmener à Cuba, deux Uzi, 5 000 cartouches, et une assiette de haricots. Au tribunal, il a dit qu'il était « aussi coupable qu'Adolf Hitler ». Il dit : « J'ai eu un accès de folie, mais maintenant je ne désire que la paix et tout ce que je veux faire, c'est rentrer chez moi et prendre une pinte avec mon fils. » Sept autres années ont été ajoutées à sa peine.
- En 1999, il prit en otage Phil Danielson, un officier d'éducation civique à la prison de Hull. Il a été filmé par des caméras de surveillance en train de chanter Yellow Submarine, se promenant avec une lance de fortune.

### Deuxième mariage et deuxième changement de nom
En 2001, Bronson se remarie, cette fois dans le Comté de Milton Keynes, avec Fatema Saira Rehman, une femme originaire du Bangladesh, qui avait vu sa photo dans un journal et commencé à lui écrire. Rehman avait rendu visite à Bronson une dizaine de fois avant leur mariage.
Durant une courte période, Bronson s'est converti à l'Islam (Fatema étant musulmane) et désirait se faire appeler Charles Ali Ahmed. Cependant, il a depuis divorcé. Rehman a écrit deux livres à propos de son court mariage avec Bronson, faisant un portrait négatif de celui-ci. Bronson répondit en affirmant qu'elle ne recherchait que l'attention des médias et qu'elle n'aurait pas connu la célébrité si elle n'avait été en relation avec lui.

### Activités et projets
En prison, Bronson a élaboré un régime de musculation extrême et déclare accomplir 2500 pompes par jour. En 2002, il a publié un livre, Solitary Fitness  (ISBN 1-902578-12-0), détaillant des méthodes d'entraînement individuel avec un minimum de ressources et d'espace.
Au cours des dix dernières années, Bronson s'est occupé en écrivant de la poésie et en produisant des œuvres d'art. Il a publié onze livres, y compris son autobiographie : 'Loonyology : In My Own Words'. Il a remporté 11 Koestler Trust Awards pour sa poésie et ses œuvres d'art.

## Film
Le film Bronson, réalisé par Nicolas Winding Refn, s'inspire de sa vie. Il est sorti en 2008. Tom Hardy joue le rôle de Bronson. La première du film a donné lieu à une controverse, car la voix de Bronson avait été enregistrée sans autorisation préalable des agents de sa prison, qui ont aussitôt réclamé une enquête sur la façon dont l'enregistrement avait été fait.

## Sources
- (en) Cet article est partiellement ou en totalité issu de l’article de Wikipédia en anglais intitulé « Charles Bronson (prisoner) » (voir la liste des auteurs).